# Бурчак (Сумський район)
Бурча́к — село в Україні, у Миколаївській сільській громаді Сумського району Сумської області. Населення становить 37 осіб. До 2016 орган місцевого самоврядування — Постольненська сільська рада.

## Географія
Село Бурчак знаходиться на відстані в 1 км від сіл Софіївка і Постольне. По селу протікає пересихаючий струмок з загатою. Поруч проходить автомобільна дорога Р44.

## Історія
12 червня 2020 року, відповідно до розпорядження Кабінету Міністрів України № 723-р «Про визначення адміністративних центрів та затвердження територій територіальних громад Сумської області», село увійшло до складу Миколаївської сільської громади.
19 липня 2020 року, в результаті адміністративно-територіальної реформи та ліквідації Сумського району(1923—2020), увійшло до складу новоутвореного Сумського району.